# Rudträskbacken

Rudträskbacken är en skidbacke i Kalix, belägen vid Rudträskberget vid området Djuptjärn. Backens längd mäter 380 meter och har en fallhöjd på 65 meter. Vid backen finns en skidlift och en servicebyggnad med kafé och toaletter. Det finns även en pulkabacke samt en grillkåta.
Kalix elljusspår finns bredvid Rudträskbacken. Kalix Alpina klubb, bildad 1981 brukar hålla till här. Den 1 mars 2016 invigdes den nya servicebyggnaden. Det finns även en discgolfbana i närheten.

## Slopestylebana
Det finns även en slopestylebana i backen för FMB - freeride mountainbike.